# Luis Collado de Lebrija
Luis Collado de Lebrija fue un militar, ingeniero y escritor natural de Andalucía, España, del siglo XVI, fallecido en 1602.

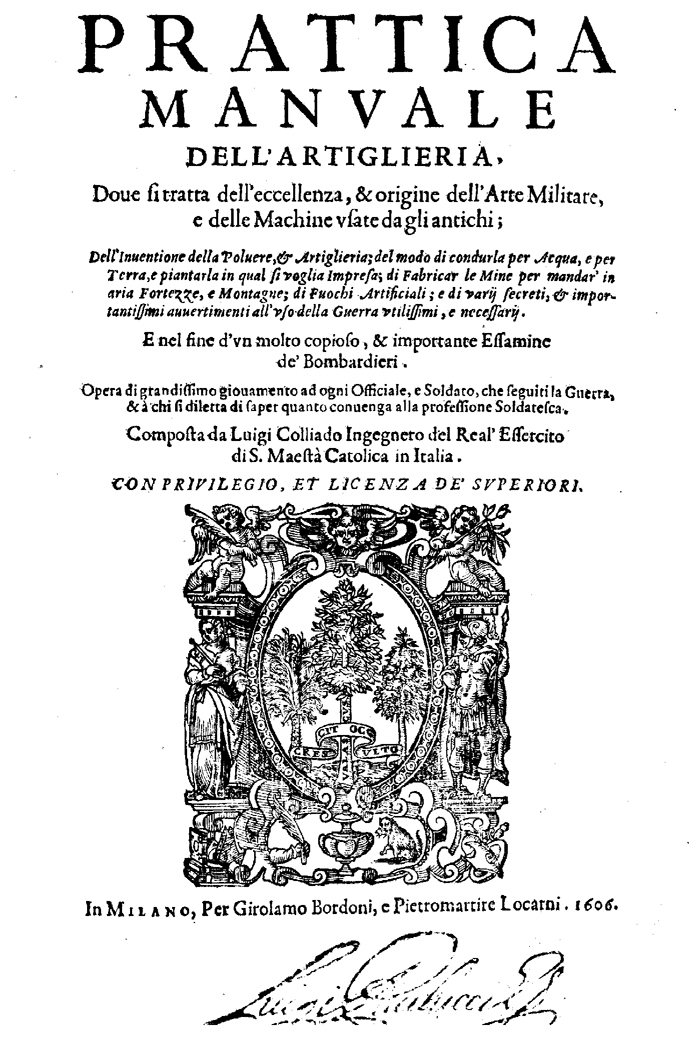
Prattica manuale dell'Artiglieria, 1606

En esta, y en otras obras alemanas de la misma clase, se hace honrosa mención de muchos españoles, que han escrito acerca del arte militar, tales como el Marqués de Santa Cruz, Luis Collado, Aguirre, Donoso, Velasco, Gómez-Fuentenebro, y con especialidad el "Tratado de Artillería" del general Morlà, que Hayer ha traducido en alemán, que sirve de texto en la Real Escuela de Artillería de Münich (Manual del soldado español en Alemania, Múnich, 1807, autor: Carlos de Gimbernat).

## Biografía
Luis Collado nació en Lebrija (Sevilla) y fue ingeniero del Real Ejército de Lombardía y Piamonte, y sobresalió en la parte práctica de la artillería, en la cual, una aplicación continua y muchos años de experiencia lo hicieron consumado artillero, ayudada esta práctica de un discernimiento racional y de una reflexión madura.
Luis Collado, por la fuerza de sus observaciones conoció que los alcances sobre el semirecto eran menores que los equidistantes bajo de él, lo que comprobó después por la experiencia de un falconete, apuntando según los diferentes puntos de la escuadra, oponiéndose directamente a la teoría de los proyectos de Galileo Galilei y otros.
En el año 1564 era ya ingeniero consumado, y por este tiempo se principiaban las fortificaciones de Tarento, dirigidas por el Comendador de Malta, y Collado examinando con atención el sitio donde estaban los cimientos, encontró que el peñasco era sumamente débil, por tener debajo más de 40 palmos de greda, y habiéndolo comunicado se abandonó la obra por orden Felipe II, gastando en henchir los cimientos 12.000 ducados, pruebas evidentes de la exactitud, práctica y talentos de Collado.
También trabajó Collado en Brindisi y en el castillo de Milán, asegurando que para servir las solas piezas del castillo se necesitaban más de 200 juegos de armas diferentes, apareciendo otro escritor militar, Cristóbal Lechuga como reformador de aquella artillería de distintas especies y subespecies de piezas, por la forma varia de calibres y recámaras.
Vicente de los Ríos afirma que fue uno de los iniciadores de la artillería en España, si bien en cuanto a la antigüedad como escritor los coloca detrás de Diego de Álava y Viamont, aunque publicó primero en italiano una obra de artillería 4 años antes que la de Diego de Álava que la publicó en 1590 (su obra célebre es la obra de artillería en español de 1592), la de Diego de Alava era más conocida y apreciada. Manuel Juan Diana es de la opinión que su obra de 1586 podrá ser más o menos completa, pero es la primera que de este género se dio a la luz en España y que su segunda obra de 1592, posterior a la de Diego de Alava, la acabó de corregir y aumentar unos años antes de su publicación.
El quinto tratado de la Plática manual de artillería es un diálogo que pasa entre el general de la artillería, un lugarteniente del arma y cuatro artilleros prácticos, cuyas personas en 16 razonamientos tratan de las cualidades que deben adornar al general de la artillería de la importancia de este cargo, de su recta administración y atribuciones, y es un provechoso documento de la manera como se hacía el servicio de artillería en aquella época de tan importantes hechos para las Armas Españolas.
Según Diego Collado, la balística llegó en el siglo XVI a recibir una organización regularizada, pues se dividía en tres especies:
- Primera.- Era la artillería de gran alcance y comprendía lo siguiente:
  - Mosquete
  - Ribadoquín
  - Esmeril
  - Falconete
  - Sacre
  - Mayana
  - Cerbatana
  - Áspid
  - Paravolante
  - Culebrina
  - Media culebrina
- Segunda.- Eran las piezas de batir, como las siguientes:
  - Cañón
  - Medio cañón
  - Doble cañón
  - Reforzado
  - Bast. serpetin
  - Basilisco
- Tercera.- Máquinas para lanzar una o más piedras a la vez, como las siguientes:
  - Pedreros
  - Bombardas
  - Piezas de braga
- Carlos IX de Francia, al no compensar gastos con las ventajas que esperaban al fundirlas dichas piezas, dispuso en 1572 reducir los cañones a 6 clases.

Se conserva en la obra de Luis Collado en 18 artículos de la Escuela de Artillería de Burgos, creada por Felipe II después de 1559, para evitar traer de Alemania a los artilleros, perfeccionándose esta Escuela en 1605.

## Obras
- Prattica manuale dell'Artiglieria, Impresa en Venecia, 1586, con segunda y tercera edición en Milán, 1606.
- Práctica manual de artillería, Milán: Pablo Gerardo, 1592, en folio.